# Algámitas
Algámitas és una localitat de la província de Sevilla, Andalusia, Espanya. L'any 2005 tenia 1.337 habitants. La seva extensió superficial és de 21 km² i té una densitat de 63,7 hab/km². Les seves coordenades geogràfiques són 37° 01′ N, 5° 09′ O. Està situada a una altitud de 447 metres i a 110 kilòmetres de la capital de la província, Sevilla.

## Demografia
| 1996  | 1998  | 1999  | 2000  | 2001  | 2002  | 2003  | 2004  | 2005  | 2006 |
| ----- | ----- | ----- | ----- | ----- | ----- | ----- | ----- | ----- | ---- |
| 1.412 | 1.377 | 1.382 | 1.373 | 1.378 | 1.371 | 1.360 | 1.347 | 1.337 | 1330 |